# Linognathus taurotragus
Linognathus taurotragus är en insektsart som beskrevs av Bedford 1927. Linognathus taurotragus ingår i släktet Linognathus och familjen nötlöss. Inga underarter finns listade i Catalogue of Life.